# Maple Leaf Foods
Maple Leaf Foods, Inc. è un'azienda canadese di carni confezionate con sede a Mississauga, Ontario. È stata fondata nel 1927.